# ベネトン・B193
ベネトンB193 (Benetton B193) は、ベネトン・フォーミュラが1993年のF1世界選手権参戦用に開発したフォーミュラカー。設計者はロス・ブラウンとロリー・バーン。1993年の開幕戦から第2戦まではB193Aが、それ以降はB193Bが実戦投入された。

## B193A
1992年のマシンであるB192を発展させたマシンで、特徴的なバナナノーズが目立っていた。1993年のレギュレーションにあわせた改良が施された。ハイテクパーツの開発が開幕までに間に合わず、B192と同様のマニュアルトランスミッション（MT）やパッシブサスペンションなどを搭載していた。開幕2戦で使用されたマシンはB193ではなく、B193Aと呼称された。

### B193Aの成績
| 年   | マシン | No. | ドライバー             | 1              | 2            | 3            | 4              | 5            | 6          | 7          | 8            | 9            | 10         | 11             | 12           | 13           | 14             | 15       | 16                 | ポイント | ランキング |
| ---- | ------ | --- | ---------------------- | -------------- | ------------ | ------------ | -------------- | ------------ | ---------- | ---------- | ------------ | ------------ | ---------- | -------------- | ------------ | ------------ | -------------- | -------- | ------------------ | -------- | ---------- |
| 1993 | B193A  |     |                        | 南アフリカの旗 | ブラジルの旗 | イギリスの旗 | サンマリノの旗 | スペインの旗 | モナコの旗 | カナダの旗 | フランスの旗 | イギリスの旗 | ドイツの旗 | ハンガリーの旗 | ベルギーの旗 | イタリアの旗 | ポルトガルの旗 | 日本の旗 | オーストラリアの旗 | 72       | 3位        |
| 1993 | B193A  | 5   | ミハエル・シューマッハ | Ret            | 3            |              |                |              |            |            |              |              |            |                |              |              |                |          |                    | 72       | 3位        |
| 1993 | B193A  | 6   | リカルド・パトレーゼ   | Ret            | Ret          |              |                |              |            |            |              |              |            |                |              |              |                |          |                    | 72       | 3位        |

- 太字はポールポジション、斜字はファステストラップ

## B193B

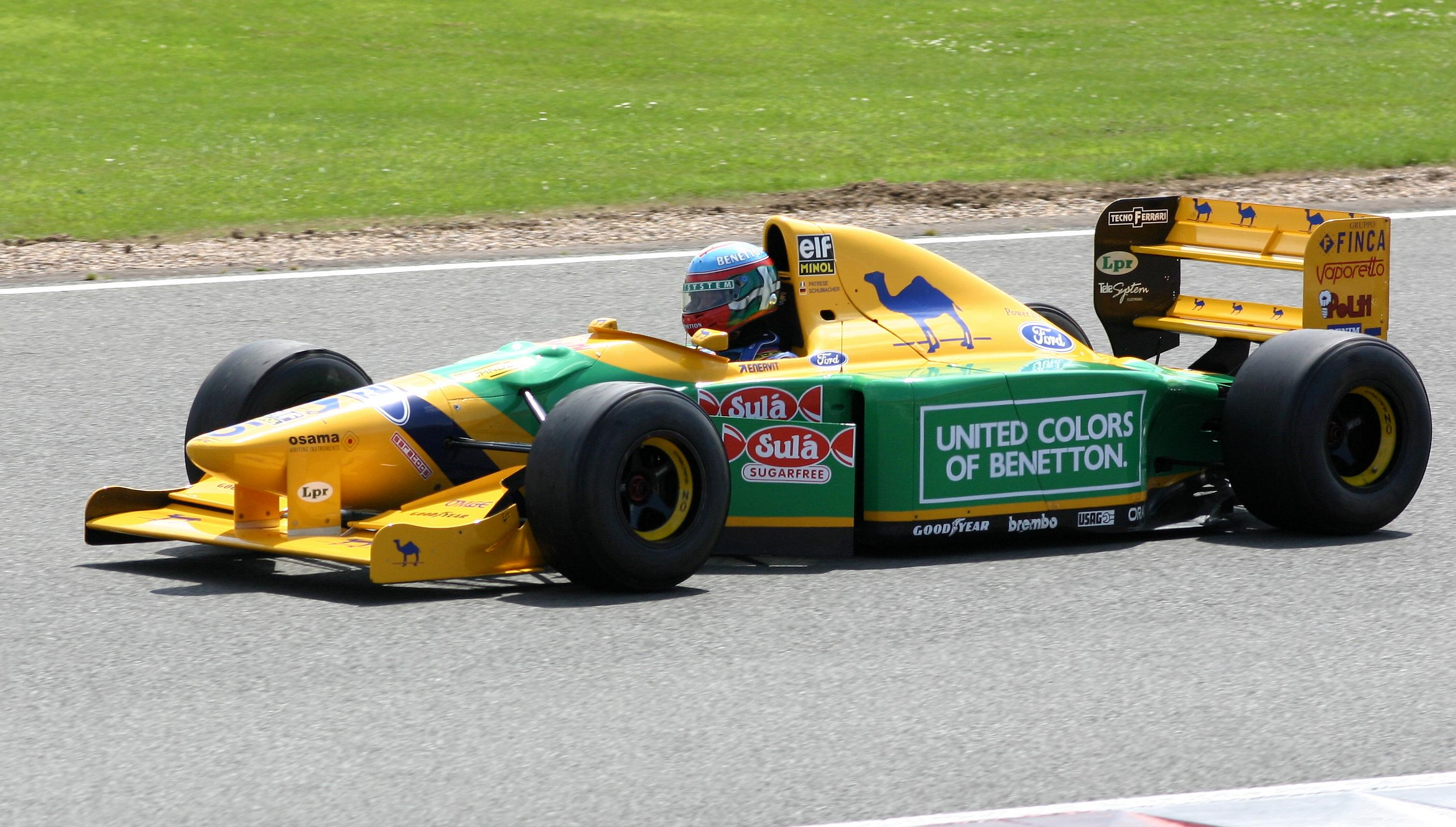
2008年にシルバーストーンで走行するB193B

開幕から第2戦まで使用されたB193Aに、ハイテク装置であるセミオートマチックトランスミッション（セミAT）とアクティブサスペンション、トラクションコントロールを搭載したマシン。シーズン終盤には四輪操舵(4WS)も試された。しかしこれらは1993年いっぱいで禁止された。レギュレーションの変更によるマシンの全幅の縮小やウイングサイズの小型化などにより車体に当たる空気がタイヤなどで乱れやすくなったり、ダウンフォース量が減少したこともあり、バージボードやメゾネットリヤウイングが流行した。ベネトンもこれを採用し、レースによって使い分けていた。
この年も1992年同様1勝をミハエル・シューマッハが第14戦ポルトガルGPであげた。チームメイトのリカルド・パトレーゼはイギリスGPで3位、ハンガリーGPで2位表彰台を獲得したが、両ドライバーのリタイヤ回数が13回もあったため、1992年のコンストラクターズランキングと順位の変化はなかった。
レース終盤の搭載燃料が減った状態では、ウィリアムズ・FW15Cやマクラーレン・MP4/8をも脅かすほどのハイペースで走行する特徴があり、当時のフジテレビのレース実況でも度々伝えられていた。この特徴が燃料給油解禁となる翌年のB194に受け継がれる事となる。

### B193Bの成績
| 年   | マシン | No. | ドライバー             | 1              | 2            | 3            | 4              | 5            | 6          | 7          | 8            | 9            | 10         | 11             | 12           | 13           | 14             | 15       | 16                 | ポイント | ランキング |
| ---- | ------ | --- | ---------------------- | -------------- | ------------ | ------------ | -------------- | ------------ | ---------- | ---------- | ------------ | ------------ | ---------- | -------------- | ------------ | ------------ | -------------- | -------- | ------------------ | -------- | ---------- |
| 1993 | B193B  |     |                        | 南アフリカの旗 | ブラジルの旗 | イギリスの旗 | サンマリノの旗 | スペインの旗 | モナコの旗 | カナダの旗 | フランスの旗 | イギリスの旗 | ドイツの旗 | ハンガリーの旗 | ベルギーの旗 | イタリアの旗 | ポルトガルの旗 | 日本の旗 | オーストラリアの旗 | 72       | 3位        |
| 1993 | B193B  | 5   | ミハエル・シューマッハ |                |              | Ret          | 2              | 3            | Ret        | 2          | 3            | 2            | 2          | Ret            | 2            | Ret          | 1              | Ret      | Ret                | 72       | 3位        |
| 1993 | B193B  | 6   | リカルド・パトレーゼ   |                |              | 5            | Ret            | 4            | Ret        | Ret        | 10           | 3            | 5          | 2              | 6            | 5            | 16             | Ret      | 8                  | 72       | 3位        |

- 太字はポールポジション、斜字はファステストラップ

## スペック

### シャーシ
- シャーシ名 B193A, B193B
- 全長 4,075 mm
- 全幅 2,140 mm
- ホイルベース 2,880 mm
- 重量 505 kg
- 燃料タンク容量 200L
- クラッチ AP
- ブレーキキャリパー ブレンボ
- ブレーキディスク・パッド SEP
- ホイール OZ
- タイヤ グッドイヤー

### エンジン
- エンジン名 フォードHBシリーズVI,VII,VIII
- 気筒数・角度 V型8気筒・75度
- 排気量 3,494cc
- 最高回転数 13,800回転
- 最大馬力 740馬力以上
- スパークプラグ チャンピオン
- 燃料・潤滑油 エルフ

## 記録
- 年間1勝 0PP（1993年）
- コンストラクターズランキング3位。
- ドライバーズランキング4位（ミハエル・シューマッハ）予選最高位2位 1勝
- ドライバーズランキング5位（リカルド・パトレーゼ）予選最高位4位 決勝最高位2位